# Flammenwerfer M.16.
O Flammenwerfer M.16. que significa literalmente "lança chamas" em alemão, era um lança-chamas de mochila portátil alemão que foi usado na Primeira Guerra Mundial na guerra de trincheiras pelos alemães. Foi o primeiro lança-chamas usado em combate, em 1916, em Verdun, pelos alemães. Também foi usado em 1918 na batalha da Floresta de Argonne, na França, contra as forças aliadas pelos alemães, como apresentado no filme de 2001, O Último Batalhão, onde o personagem principal luta contra os alemães, embora um relato em uma edição de 1917 da The Living Age sugira uma testemunha ocular relatos de que foi usado na Batalha do Somme em 1916 pelos alemães

## Desenvolvimento
À medida que a revolução industrial crescia em toda a Europa, o desejo de armas mais poderosas e eficazes continuou a crescer. Em 1901, na Alemanha, um cidadão chamado Richard Fiedler projetou e patenteou o primeiro projeto moderno de um lança-chamas. No mesmo ano, o Exército Imperial Alemão tomou conhecimento e financiou o seu projeto. Fiedler continuaria a trabalhar e se dignar em vários lança-chamas, e os apresentou ao exército alemão em 1905. Depois de receber algum feedback, ele entregou duas versões do Flammenwerfer para uso no exército. Finalmente, em 1911, o braço alemão aceitou seus projetos em serviço. Mais ou menos na mesma época, outro homem chamado Bernhard Reddemann iniciou o desenvolvimento do lança-chamas. Foi oficial do batalhão pioneiro alemão nas reservas, bem como bombeiro no mundo civil. Por curiosidade com o uso do querosene como arma de guerra, passou a mesclar o poder de bombeamento de uma mangueira para combate a incêndio, com a eficácia do fogo como arma defensiva. Com o início da Primeira Guerra Mundial, ele voltou ao serviço ativo. No segundo ano da guerra, ele comandava um batalhão pioneiro de lança-chamas. Graças ao seu comando e uso, um regimento inteiro foi instalado. Embora Fielder tenha sido o verdadeiro inventor do lança-chamas, foi Reddemann quem o utilizou com grande sucesso no campo de batalha.

## Uso instrucional
O Flammenwerfer M.16 era um sistema operado por dois homens, com um homem carregando uma mochila cheia de combustível e o outro segurando o bocal para mirar no alvo desejado. À medida que o combustível atinge o fogo aberto em frente ao bocal, espalhando chamas por cerca de 20 a 30 metros com uma pulverização contínua por 20 a 40 segundos. Embora muito portátil, não podia ser carregado por uma pessoa.

## Primeira Guerra Mundial
Com a eclosão da Grande Guerra, o exército alemão começou a procurar o Flammenwerfer como um meio de quebrar o impasse que enfrentava a frente ocidental. Durante a batalha de Verdun em 1916, onde os pioneiros alemães e as tropas de choque o usaram com efeitos mortais. Eles seriam a frente do ataque, limpando trincheiras e perfurando pontos fracos nas linhas inimigas, permitindo a entrada de mais tropas. Um oficial francês não identificado testemunhou o lança-chamas alemão em ações, dizendo que eram tão aterrorizantes que nem mesmo as palavras descritas poderiam ser usadas, pois ele não falava alemão e, embora eles atacassem e muitos caíssem, eles ainda assim completaram sua missão. Os pioneiros dos lança-chamas tiveram sucesso em cerca de 80% de suas missões, mudando o rumo da batalha e incutindo medo nos corações de seus inimigos. Eles foram tão eficazes que há apenas 890 mortes relatadas em comparação com os milhões que morreram ao seu redor.

## Uso entreguerras
Após o Tratado de Versalhes, a Alemanha tornou-se o foco do caos e dos revolucionários comunistas. Durante este tempo, o exército alemão, bem como os Freikorps, uma milícia de direita, usaram o Flammenwerfer para dispersar multidões.